# Alberto Chakusanga
Alberto Graves Chakusanga (* 1979; † 5. September 2010 in Viana, Luanda) war ein angolanischer Radiojournalist, der am 5. September 2010 in seinem Haus in Viana, einem Vorort der Hauptstadt Luanda, ermordet worden ist. Chakusanga moderierte ein Programm auf Rádio Despertar, einem Sender, der im Jahr 2002 als Folge des Friedensabkommens zwischen der regierenden MPLA und der oppositionellen UNITA gegründet worden war. Die Station unterstützt die UNITA. Chakusanga ist der erste in Angola ermordete Journalist seit 2001 und dem offiziellen Ende des Bürgerkriegs im Jahre 2002.
Alberto Chakusanga, der auch an der Universidade Agostinho Neto in Luanda lehrte, leitete ein Programm in der Sprache Umbundu, die von der größten Bevölkerungsgruppe Angolas, den Ovimbundu, gesprochen wird.

## Quelle
- African Press Organization
- Reporters Without Borders
- Diario da Africa

| Personendaten    | Personendaten                                   |
| ---------------- | ----------------------------------------------- |
| NAME             | Chakusanga, Alberto                             |
| ALTERNATIVNAMEN  | Chakusanga, Alberto Graves (vollständiger Name) |
| KURZBESCHREIBUNG | angolanischer Radiojournalist                   |
| GEBURTSDATUM     | 1979                                            |
| STERBEDATUM      | 5. September 2010                               |
| STERBEORT        | Viana, Luanda                                   |